# Гури, Сигрид
Сигрид Гури (англ. Sigrid Gurie), имя при рождении Сигрид Гури Хаукелид (англ. Sigrid Gurie Haukelid; 18 мая 1911 года — 14 августа 1969 года) — норвежская и американская киноактриса, более всего известная ролями в фильмах конца 1930-х и начала 1940-х годов.
Гури сыграла главные роли в таких фильмах, как «Алжир» (1938), «Приключения Марко Поло» (1938), «Рио» (1939), «Обращение на Запад» (1940), «Тёмные улицы Каира» (1940), «Голос на ветру» (1944) и «София» (1948).
После окончания кинокарьеры Гури стала художником.

## Ранние годы жизни и начало карьеры
Сигрид Гури Хаукелид родилась 18 мая 1911 года в Бруклине, Нью-Йорк, в семье норвежского происхождения. У Сигрид был брат-близнец Кнут Хаукелид. Отец Сигрид с 1902 года работал инженером в системе Нью-Йоркского метро. Когда близнецам было менее года, отец уволился, и семья переехала в Норвегию, где Сигрид провела детство. Она училась изобразительному искусству в Норвегии, Швеции и Бельгии.
Брат Сигрид, Кнут Хаукелид во время Второй мировой войны стал одним из героев Норвежского подполья, в частности, ему принадлежит заслуга срыва планов Германии по производству в норвежском Телемарке «тяжёлой воды», имевшей важное значение для производства атомной бомбы. Его подвигу посвящён фильм «Герои Телемарка» (1965). В фильме Хаукелид выведен под именем Кнут Страуд (его роль сыграл Ричард Харрис).

## Карьера в кинематографе
В отличие от большинства иностранных звёзд в Голливуде 1930-х годов, Гури не была актрисой у себя на родине перед тем, как оказалась в столице кино. По словам кузины Гури, Лявонн Хоултон, «Сигрид была талантливой молодой художницей, которая училась в парижской Сорбонне, когда на художественной выставке её заметил агент знаменитого голливудского продюсера Сэмюэла Голдвина, предложив сниматься в кино». В результате в 1936 году Гури приехала в Голливуд, где Голдвин, впечатлённый её красотой и норвежским происхождением, стал продвигать её как «сирену фьордов» и «новую Гарбо».
После эпизодической роли в фильме «Дорога назад» (1937) Голдвин сразу же дал ей главную женскую роль китайской принцессы Кокашин, дочери Кублай-хана, в историческом фильме «Приключения Марко Поло» (1938) с Гэри Купером в роли знаменитого венецианского путешественника. Несмотря на звёздный состав и приличный бюджет, фильм не имел успеха ни в прокате, ни у критиков. Как пишет историк кино Хэл Эриксон, «вину за неудачу фильма часто возлагают на плечи неопытной Гури, однако фильм стал бы разочарованием вне зависимости от того, кто сыграл бы в нём главную женскую роль». Тем не менее, фильм сделал Гури известной широкому зрителю.
Несколько месяцев спустя вышел второй крупный фильм Гури, криминальная мелодрама «Алжир» (1938) с Шарлем Буайе в роли легендарного преступника Пепе ле Моко, который после крупного ограбления во Франции скрывается в неприступном для полиции криминальном квартале Алжира под названием Касба. После того, как Пепе влюбляется в красивую французскую туристку (Хэди Ламарр) и решает с ней бежать, его ревнивая алжирская подруга Инес (Гури) выдаёт знаменитого преступника полиции. Этот римейк французского фильма «Пепе ле Моко» (1937) имел успех у публики, и был номинирован на четыре «Оскара», в том числе, Буайе как исполнителю главной мужской роли. Как в «Приключениях Марко Поло», так и в «Алжире» Гури играла главные роли в фильмах со звёздами, и оба фильма сопровождались мощной рекламой.
В 1939 году Гури сыграла в криминальной драме «Забытая женщина» (1939), исполнив главную роль женщины, которую грабители принуждают принять участие в преступлении, после чего её судят как сообщницу. Как написал современный критик Ханс Дж. Воллстейн, «оклеветанная современными ей обозревателями и даже некоторыми современными критиками, Гури на самом деле очень хороша в этой скромной драме Universal, поставленной со свойственным ему чувством экономии и темпа Гарольдом Янгом. В роли несправедливо осуждённой женщины Гури показывает себя сильной драматической актрисой по самым строгим критериям».
В другой криминальной мелодраме Universal «Рио» (1939), Гури сыграла роль Айрин, любящей и любимой жены французского бизнесмена Поля Рейнара (Бэзил Рэтбоун), которого за крупное мошенничество приговаривают к 10 годам в исправительной колонии в Южной Америке. Верная мужу, Айрин приезжает к нему в Рио-де-Жанейро, где после получения сообщения о его смерти во время побега начинает роман с американским инженером (Роберт Каммингс). Однако Рейнар оказывается жив и не намерен никому уступать свою жену. После выхода фильма на экраны кинообозреватель «Нью-Йорк Таймс» Фрэнк С. Ньюджент высоко оценил режиссёрскую работу Джона Брама, который вместо того, чтобы рассказывать эту «внешне простую старую мелодраму» обычным способом, а именно «создавая трафаретных персонажей, эксплуатируя ужасы исправительной колонии и медленно наслаждаясь мелодраматизмом сцены между мужем, женой и любовником,… повёл дело иным образом, выстраивая характеры, по возможности избегая очевидного и докапываясь до психологических аспектов саспенса и драмы». По мнению Ньюджента, Брам «смог создать галерею интересных персонажей с помощью Рэтбоуна, Гури, Каммингса и Маклаглена, которые исполняют роли, совсем не непохожие на те, которые они играют обычно».
В 1940 году Гури сыграла главную роль в низкобюджетном приключенческом детективе Universal «Тёмные улицы Каира» (1940), посвящённом охоте за древними египетскими артефактами. Как отмечает Воллстейн, хотя в этом фильме Гури делает совсем немного, помимо того, что оказывается предметом похищения, её имя в титрах указано даже до названия картины".
В том же году Гури в паре с Джоном Уэйном сыграла главную роль в антинацистской драме Republic Pictures «Обращение на Запад» (1940). Она сыграла дочь венского хирурга, которая вместе с отцом бежала от нацистов в небольшой городок в Северной Дакоте, где устроилась работать медсестрой. Вскоре ей приходится сделать выбор между мужчиной, с которым она была помолвлена в Вене и которой помог им бежать от нацистов, и руководителем местного сообщества Джоном Филипсом (Джон Уэйн), который спасает жителей городка от пыльной бури. Когда выясняется, что её бывший жених стал ярым сторонником нацизма, она возвращается к Джону. Это был последний фильм Гури с крупной голливудской звездой.
Когда в 1940 году американская пресса выяснила, что Гури родилась в Бруклине, это привело к нежелательной шумихе по поводу её норвежского происхождения, после чего Голдвин потерял к ней всякий интерес и тихо свернул поддержку актрисы.
В следующий раз Гури появилась на экране лишь четыре года спустя в малобюджетной антинацистской мелодраме «Голос на ветру» (1944), где сыграла главную женскую роль больной жены чешского музыканта, который бежал от нацистов в Гваделупу. В том же году она появилась в роли второго плана в малобюджетной драме об отношениях Йозефа Геббельса с женщинами «Враг женщин» (1944).
Ещё четыре года спустя Гури сыграла главную роль в филиппинско-американском приключенческом фильме «Клинок мстителя» (1948), действие которой происходит на Филиппинах в 1827 году. В том же году вышел шпионский триллер «София» (1948), где бывший американский разведчик в исполнении Джина Реймонда помогает бежать за Железный занавес двум советским физикам-ядерщикам, одним из которых оказывается его бывшая возлюбленная (её играет Гури).
Как вспоминал Рольф Хойберг, двоюродный брат актрисы, в 1948 году она «приезжала в Норвегию для съёмок в небольшой роли в норвежском фильме-реконструкции „Битва за тяжёлую воду“ (1948), однако сцены с её участием были удалены (она играла радиооператора, которая влюбляется в лидера группы, организующей диверсию на заводе по производству тяжёлой воды)».
Хотя считается, что в 1948 году Гури окончательно ушла из кино, в 1950 году она сыграла в биографическом фильме «История Дюпона» (1950), который остался практически незамеченным.

## Карьера в качестве художника
В 1948—1949 годах Гури занималась живописью в Художественном институте Канна в Западном Голливуде. Как вспоминала Хоултон, в своё время один из портретов работы Гури даже экспонировался в Музее искусств Санта-Барбары.
В 1961 году Гури переехала в популярную художественную колонию в Сан-Мигель-де-Альенде в центральной части Мексики, где занималась живописью и дизайном ювелирных украшений для датской фирмы Royal Copenhagen вплоть до своей смерти в 1969 году. В 1972 году выставка произведений Гури состоялась в галерее современного искусства Oslo Kunstforening в Осло.

## Личная жизнь
Сигрид Гури трижды была замужем. С 1935 по 1939 год её мужем был американский бизнесмен Томас У. Стюарт. Вторым её мужем с 1939 по 1945 год был доктор Лорен Кристиан Спанград, а третьим — с 1958 по 1961 год — Линн Эбботт. Все три брака закончились разводами, детей у Гури не было.

## Смерть
Сигрид Гури умерла 14 августа 1969 года в Мехико в возрасте 58 лет от эмболии.
Как рассказывала её двоюродная сестра Лявонн Хуолтон, Гури «была экстренно доставлена в больницу Мехико в связи с обострением хронической болезни почек. У неё возник сгусток крови, который попал в лёгкие, что и привело к смерти».
По словам Хоултон, «странным образом брат Кнут был госпитализирован в Осло с эмболией как раз в тот момент, когда собирался лететь в Мехико, узнав о смерти сестры. Когда он всё же добрался до места, то обнаружил, что из дома Гури было похищено всё, включая машину, драгоценности и картины. Большая часть работ Гури бесследно исчезла, если не считать нескольких работ, которые остались в семье Хаукелидов и Эбботтов, а также в частых руках». Кнут Хаукелид умер в 1994 году.

## Фильмография
| Год  |   | Русское название       | Оригинальное название        | Роль                               |
| ---- | - | ---------------------- | ---------------------------- | ---------------------------------- |
| 1937 | ф | Дорога назад           | The Road Back                | жена солдата (в титрах не указана) |
| 1938 | ф | Алжир                  | Algiers                      | Инес                               |
| 1938 | ф | Приключения Марко Поло | The Adventures of Marco Polo | принцесса Кукачин                  |
| 1939 | ф | Забытая женщина        | The Forgotten Woman          | Энн Кеннеди                        |
| 1939 | ф | Рио                    | Rio                          | Айрин Рейнар                       |
| 1940 | ф | Обращение на запад     | Three Faces West             | Лени «Ленчен» Браун                |
| 1940 | ф | Тёмные улицы Каира     | Dark Streets of Cairo        | Эллен Стивенс                      |
| 1944 | ф | Голос на ветру         | Voice in the Wind            | Мария Волни                        |
| 1944 | ф | Враг женщин            | Enemy of Women               | Магда Квандт                       |
| 1948 | ф | Битва за тяжелую воду  | Kampen om tungtvannet        | (сцены удалены)                    |
| 1948 | ф | Клинок мстителя        | Sword of the Avenger         | Мария Луиза                        |
| 1948 | ф | София                  | Sofia                        | Линда Карлсен                      |
| 1950 | ф | История Дюпонов        | The Du Pont Story            | Софи Дюпон                         |